# Condado de Louisa (Virginia)
El condado de Louisa (en inglés: Louisa County), fundado en 1742, es uno de 95 condados del estado estadounidense de Virginia. En el año 2000, el condado tenía una población de 25,627 habitantes y una densidad poblacional de 20 personas por km². La sede del condado es Louisa.

## Geografía
Según la Oficina del Censo, el condado tiene un área total de 1323 km² (510,8 mi²), de la cual 1287 km² (496,9 mi²) es tierra y 36 km² (13,9 mi²) (2.67%) es agua.

### Condados adyacentes
- Condado de Orange (norte)
- Condado de Spotsylvania (noreste)
- Condado de Hanover (este)
- Condado de Goochland (sur)
- Condado de Fluvanna (suroeste)
- Condado de Albermarle (oeste)

## Demografía
Según la Oficina del Censo en 2000, los ingresos medios por hogar en el condado eran de $39,402, y los ingresos medios por familia eran $44,722. Los hombres tenían unos ingresos medios de $31,764 frente a los $24,826 para las mujeres. La renta per cápita para el condado era de $19,479. Alrededor del 10.20% de la población estaban por debajo del umbral de pobreza.

## Localidades
- Gordonsville
- Louisa
- Mineral

### Otras comunidades
- Apple Grove
- Bumpass
- Cuckoo
- Gum Spring
- Holly Grove
- Orchid
- Trevilians
- Zion Crossroads